# Пионерский салют
Пионе́рский салю́т — приветственный жест советских пионеров, а также современных пионеров на постсоветском пространстве. Сродни воинскому приветствию.

## Описание
Отдавая салют, пионер поднимает согнутую в локте правую руку перед собой, так, что рука оказывается чуть выше головы. Все пять пальцев при этом выпрямлены и прижаты друг к другу, ладонь обращена к голове ребром. Расстояние от ладони до лба — примерно ладонь.
Салют отдаётся только, если на пионере повязан пионерский галстук. Салют отдаётся знамёнам и флагам (пионерским, государственным и военным), при отдаче рапорта, при получении наград, во время минуты молчания. На призыв «К борьбе за дело Коммунистической партии будь готов!» пионеры отдают салют, произнося ответ «Всегда готов!».
В СССР салютом пионеры должны были приветствовать «вожатых, пионерский и воинский строй, Красное знамя, подъём Государственного флага СССР и флагов союзных республик, исполнение Государственного гимна СССР и гимнов союзных республик». Также пионеры должны были салютовать у Мавзолея Владимира Ильича Ленина и у памятников борцам за свободу своей Родины.